# Élections municipales burkinabés de 2006
Les élections municipales burkinabés de 2006 sont organisées le 23 avril 2006 au Burkina Faso.
Le scrutin est largement remporté par le Congrès pour la démocratie et le progrès du président Blaise Compaoré. Le CDP obtient ainsi 12 854 conseillers municipaux sur 17 786.